# Desnogorsk
Desnogorsk (en russe : Десногорск) est une ville de l'oblast de Smolensk en Russie. Sa population s'élevait à 28 728 habitants en 2014.

## Géographie
Desnogorsk est située sur la rive droite de la rivière Desna, à 36 km au nord-est de Roslavl, à 108 km au sud-est de Smolensk et à 330 km au sud-ouest de Moscou.

## Histoire
Desnogorsk fut créée en 1974 pour répondre aux besoins de la centrale nucléaire de Smolensk. Elle eut d'abord le statut de commune urbaine (1974), puis celui de ville en 1989.

## Population
Recensements (*) ou estimations de la population
| 1979* | 1989*  | 2002*  | 2006   |
| ----- | ------ | ------ | ------ |
| 9 830 | 32 302 | 32 070 | 31 919 |

| 2010*  | 2012   | 2013   | 2014   |
| ------ | ------ | ------ | ------ |
| 29 677 | 29 383 | 29 102 | 28 728 |